# 貝蒂·威廉斯
伊莉莎白·「貝蒂」·威廉斯（Elizabeth "Betty" Williams，1943年5月22日—2020年3月17日），婚前姓史密斯（Smyth），英國社會活動家和人權主義者，曾因与梅里德·科里根一起创立和平人社团而於1977年獲得1976年度的诺贝尔和平奖，该组织致力于和平解决北爱尔兰问题。现任全球儿童基金会及世界儿童慈善中心主席。同时，她还是华盛顿亚洲民主协会主席、新东南大学客座教授。2006年，她与多人发起了诺贝尔妇女倡议。

## 外部連結
- http://lectures.syr.edu/betty-jody-williams 的存檔，存档日期28 January 2013. – brief bio
- Peace People in NI – a socialist position
- C-SPAN內的頁面（英文）
- 貝蒂·威廉斯在互联网电影资料库（IMDb）上的資料（英文）